# Pesma za Evroviziju '25
La quarta edizione di Pesma za Evroviziju (in cirillico: Песма за Евровизију?) si è svolta dal 25 al 28 febbraio 2025 e ha selezionato il rappresentante della Serbia all'Eurovision Song Contest 2025 a Basilea, in Svizzera.
Il vincitore è stato Princ con Mila.

## Organizzazione
Il 18 luglio 2024 l'emittente Radio-televizija Srbije (RTS) ha confermato la partecipazione della Serbia all'Eurovision Song Contest 2025, annunciando contestualmente l'organizzazione della 4ª edizione di Pesma za Evroviziju per selezionare il proprio rappresentante. Nel medesimo giorno, l'emittente ha dato la possibilità agli aspiranti partecipanti di inviare i propri brani entro il 1º novembre dello stesso anno, scadenza poi estesa fino al successivo 10 novembre, con la condizione che fossero cittadini serbi e che le canzoni fossero principalmente scritte in lingua serba o in una delle lingue co-ufficiali del paese.
Come negli anni precedenti, l'evento si è articolato in tre serate: due semifinali da 15 partecipanti, che si sono svolte presso gli studi televisivi di RTS il 25 ed il 26 febbraio 2025, dei quali i primi 8 hanno avuto alla finale del 28 febbraio. Il voto combinato di giuria e televoto ha determinato i risultati di tutte le serate.

## Partecipanti
RTS ha selezionato i 30 partecipanti fra le 222 proposte ricevute. Gli artisti e i relativi brani sono stati rivelati il 10 dicembre 2024. Tutti i brani sono stati resi noti il 27 gennaio 2025.
Tra i concorrenti figurano Milan Nikolić e Bojana Radovanović che hanno precedentemente rappresentato la Serbia rispettivamente all'Eurovision Song Contest 2009, insieme a Marko Kon, e al Junior Eurovision Song Contest 2018.
Il 31 dicembre 2024 RTS ha annunciato la squalifica dei Buč Kesidi dalla competizione, dopo che è emerso che il loro brano Tužne ljubavi era già stato suonato al Sea Star Festival di Umago nel maggio 2024; sono stati successivamente sostituiti dai Maršali con il brano Po policama sećanja. Qualche giorno più tardi, l’8 gennaio 2025, anche i Dram sono stati esclusi dalla selezione, poiché la loro canzone Vanja era stata presentata durante un festival tenutosi nel marzo 2024; al loro posto è subentrata Lensy con la canzone Hvala ti. Il successivo 24 gennaio Milan Nikolić ha annunciato il suo ritiro attraverso il suo profilo Instagram, citando "nuove condizioni e circostanze"; nonostante ciò, il suo brano Storia del amor è stato incluso nella lista dei brani partecipanti pubblicata il 27 gennaio.
| Artista                  | Titolo                 | Lingua         | Compositori                                                           |
| ------------------------ | ---------------------- | -------------- | --------------------------------------------------------------------- |
| AltCtrl                  | Mamurna jutra          | Serbo          | Dimitrije Borčanin, Aleksa Vučković                                   |
| Ana & the Changes        | Brinem                 | Serbo          | Ana Ćurčin, Ivana Butigan                                             |
| Anton                    | U grad                 | Serbo          | Nikola Antonijević Anton                                              |
| Biber                    | Da mi se vratiš        | Serbo          | Rastko Aksentijević                                                   |
| Bojana & David           | Šesto čulo             | Serbo          | Violeta Mihajlovska Milić, Boris Subotić                              |
| Buč Kesidi               | Tužne ljubavi          | Serbo          | Luka Racić, Zoran Zarubica                                            |
| Dram                     | Vanja                  | Serbo          | Stefan Aćimović, Marko Arizanović, Nikola Grozdanić, Petar Blagojević |
| Dušan Kurtić             | Boginja                | Serbo          | Dušan Kurtić, Ivan Kurtić                                             |
| Džet Vega                | Rolerkoster            | Serbo          | Maya Lavelle, Zoran Leković, Nena Leković                             |
| Filarri                  | Meet and Greet         | Serbo          | Ljubomir Stefanović                                                   |
| Gifts & Roses            | Do kraja vremena       | Serbo          | Olivera Budošan, Luka Puletić, Žarko Dunić, Živko Grčić, Jovan Matić  |
| Harem Girls              | Aladin                 | Serbo          | Nemanja Antonić, Ivan Vukajlović, Sanja Vučić, Katarina Đulić         |
| Igor Simić               | Ne mogu                | Serbo          | Andreas Björkman, Vladimir Danilović                                  |
| Iskaz                    | Trendseter             | Serbo          | Zoran Stefanov                                                        |
| Ivana Štrbac             | La la la               | Serbo          | Anđela Vujović, Ivan Franović                                         |
| Jelena Aleen             | Kameleon               | Serbo          | Branislav Opačić                                                      |
| Kruz Roudi               | Sve i odmah            | Serbo          | Mladen Rakić, Nemanja Đorđević, Danilo Milivojević                    |
| Lensy                    | Hvala ti               | Serbo          | Stjepan Jelica, Teodor Ivančević, Adriano Kadović                     |
| Maja Nikolić             | Žali srce moje         | Serbo          | Goran Ratković, Miladin Bogosavljević                                 |
| Maršali                  | Po policama sećanja    | Serbo          | Strahinja Tanasijin                                                   |
| Mila                     | Gaia                   | Serbo          | Ahmed Hajdarović, Danilo Bogojević                                    |
| Milan Nikolić feat. Caka | Storia del amor        | Serbo          | Vladimir Graić, Milan Nikolić                                         |
| Mimi Mercedez            | Turbo žurka            | Serbo          | Mattia Stanišljević, Miloš Đorđević, Milena Janković                  |
| Nataša Kojić             | Up and Down            | Serbo          | Nataša Kojić                                                          |
| Oxajo                    | MaMa                   | Serbo          | Dušan Strajnić, Dario Vuksanović, Marko Ajković                       |
| Princ                    | Mila                   | Serbo          | Dušan Bačić                                                           |
| Sedlar                   | Oči boje zemlje        | Serbo          | Aleksandar Sedlar                                                     |
| Tam                      | Durum durum            | Serbo          | Andrija Gavrilović, Tamara Popović, Ivana Lukić                       |
| Tanja Banjanin           | Ja sam bolja           | Serbo          | Tanja Banjanin, Novak Pejić, Staša Banjanin                           |
| Tropico Band             | AI                     | Serbo          | Aleksandar Cvetković, Saša Milošević                                  |
| Vampiri                  | Tebi treba neko kao ja | Serbo          | Aleksandar Eraković                                                   |
| Vukayla                  | Mask                   | Serbo, Inglese | Sara Vukajlov, Melquiades Alejandro Alvarez Cobos                     |

## Semifinali
Le semifinali si svolgeranno in due serate, il 25 ed il 26 febbraio 2025, e vedrà competere 15 partecipanti per gli 8 posti per puntata destinati alla finale. La divisione e l'ordine d'esibizione delle semifinali sono stati resi noti il 27 gennaio 2025.

### Prima semifinale
La prima semifinale si è svolta il 25 febbraio 2025 presso lo Studio 8 di RTS. L'ordine d'esibizione è stato reso noto il 27 gennaio 2025.
Ad accedere alla finale sono stati Bojana & David, Filarri, i Kruz Roudi, Milan Nikolić feat. Caka, Ana & the Changes, gli Iskaz, le Harem Girls e i Biber.
| #  | Artista                  | Titolo                 | Punteggio | Punteggio | Punteggio | Punteggio | Punteggio | Posizione |
| #  | Artista                  | Titolo                 | Giuria    | Giuria    | Televoto  | Televoto  | Totale    | Posizione |
| -- | ------------------------ | ---------------------- | --------- | --------- | --------- | --------- | --------- | --------- |
| 1  | Bojana & David           | Šesto čulo             | 8         | 0         | 5 750     | 12        | 12        | 4         |
| 2  | Igor Simić               | Ne mogu                | 18        | 3         | 376       | 0         | 3         | 12        |
| 3  | Vampiri                  | Tebi treba neko kao ja | 15        | 2         | 768       | 3         | 5         | 9         |
| 4  | Nataša Kojić             | Up and Down            | 7         | 0         | 514       | 0         | 0         | 14        |
| 5  | Tropico Band             | AI                     | 10        | 0         | 625       | 0         | 0         | 14        |
| 6  | Jelena Aleen             | Kameleon               | 22        | 5         | 643       | 0         | 5         | 10        |
| 7  | Filarri                  | Meet and Greet         | 21        | 4         | 1 587     | 7         | 11        | 6         |
| 8  | Kruz Roudi               | Sve i odmah            | 28        | 7         | 1 431     | 6         | 13        | 2         |
| 9  | Milan Nikolić feat. Caka | Storia del amor        | 23        | 6         | 422       | 0         | 6         | 8         |
| 10 | Ana & the Changes        | Brinem                 | 32        | 8         | 1 111     | 5         | 13        | 3         |
| 11 | Iskaz                    | Trendseter             | 39        | 12        | 1 699     | 8         | 20        | 1         |
| 12 | Harem Girls              | Aladin                 | 12        | 1         | 3 095     | 10        | 11        | 5         |
| 13 | Biber                    | Da mi se vratiš        | 36        | 10        | 651       | 1         | 11        | 7         |
| 14 | Mila                     | Gaia                   | 8         | 0         | 861       | 4         | 4         | 11        |
| 15 | Anton                    | U grad                 | 11        | 0         | 745       | 2         | 2         | 13        |

### Seconda semifinale
La seconda semifinale si è svolta il 26 febbraio 2025 presso lo Studio 8 di RTS. L'ordine d'esibizione è stato reso noto il 27 gennaio 2025.
Ad accedere alla finale sono stati Princ, i Maršali, Tam, Lensy, Sedlar, Sedlar, Mimi Mercedez, gli Oxajo e Vukayla.
| #  | Artista        | Titolo              | Punteggio | Punteggio | Punteggio | Punteggio | Punteggio | Posizione |
| #  | Artista        | Titolo              | Giuria    | Giuria    | Televoto  | Televoto  | Totale    | Posizione |
| -- | -------------- | ------------------- | --------- | --------- | --------- | --------- | --------- | --------- |
| 1  | Ivana Štrbac   | La la la            | 9         | 0         | 1 834     | 4         | 4         | 10        |
| 2  | Džet Vega      | Rolerkoster         | 5         | 0         | 536       | 0         | 0         | 14        |
| 3  | Princ          | Mila                | 52        | 12        | 3 298     | 7         | 19        | 2         |
| 4  | Maršali        | Po policama sećanja | 6         | 0         | 3 358     | 8         | 8         | 7         |
| 5  | Dušan Kurtić   | Boginja             | 21        | 6         | 653       | 0         | 6         | 9         |
| 6  | Tanja Banjanin | Ja sam bolja        | 13        | 2         | 782       | 0         | 2         | 12        |
| 7  | Tam            | Durum durum         | 15        | 4         | 2 159     | 6         | 10        | 5         |
| 8  | Gifts & Roses  | Do kraja vremena    | 0         | 0         | 447       | 0         | 0         | 14        |
| 9  | Lensy          | Hvala ti            | 16        | 5         | 1 524     | 2         | 7         | 8         |
| 10 | Sedlar         | Oči boje zemlje     | 46        | 10        | 563       | 0         | 10        | 6         |
| 11 | Maja Nikolić   | Žali srce moje      | 10        | 1         | 1 532     | 3         | 4         | 11        |
| 12 | Mimi Mercedez  | Turbo žurka         | 41        | 7         | 5 507     | 12        | 19        | 1         |
| 13 | Oxajo          | MaMa                | 13        | 3         | 3 734     | 10        | 13        | 3         |
| 14 | Vukayla        | Mask                | 42        | 8         | 1 866     | 5         | 13        | 4         |
| 15 | AltCtrl        | Mamurna jutra       | 1         | 0         | 864       | 1         | 1         | 13        |

## Finale
La finale si è tenuta il 28 febbraio 2025 presso lo Studio 8 di RTS ed è stata presentata da Dragana Kosjerina, Kristina Radenković e Stefan Popović.
Durante l'intervallo si sono esibiti come ospiti i vincitori della prime due edizioni del concorso: Konstrakta, rappresentante nazionale all'Eurovision Song Contest 2022, si è esibita con In corpore sano e Mekano, mentre Luke Black, rappresentante serbo nell'edizione 2023, ha cantato Samo mi se spava.
A vincere il voto della giuria e il televoto sono stati rispettivamente Vukayla e Bojana & David; tuttavia, gli scarsi risultati nel televoto della prima e nel voto della giuria per i secondi hanno fatto sì che Princ, secondo e terzo nelle rispettive votazioni, vincesse una volta sommati i punti.
| #  | Artista                  | Titolo              | Punteggio | Punteggio | Punteggio | Punteggio | Punteggio | Posizione |
| #  | Artista                  | Titolo              | Giuria    | Giuria    | Televoto  | Televoto  | Totale    | Posizione |
| -- | ------------------------ | ------------------- | --------- | --------- | --------- | --------- | --------- | --------- |
| 1  | Oxajo                    | MaMa                | 15        | 4         | 8 634     | 6         | 10        | 7         |
| 2  | Mimi Mercedez            | Turbo žurka         | 20        | 5         | 11 294    | 7         | 12        | 5         |
| 3  | Vukayla                  | Mask                | 45        | 12        | 5 190     | 4         | 16        | 3         |
| 4  | Ana & the Changes        | Brinem              | 15        | 3         | 1 479     | 0         | 3         | 10        |
| 5  | Biber                    | Da mi se vratiš     | 11        | 1         | 1 034     | 0         | 1         | 14        |
| 6  | Bojana & David           | Šesto čulo          | 9         | 0         | 33 132    | 12        | 12        | 4         |
| 7  | Maršali                  | Po policama sećanja | 6         | 0         | 5 003     | 3         | 3         | 9         |
| 8  | Princ                    | Mila                | 42        | 10        | 12 413    | 8         | 18        | 1         |
| 9  | Sedlar                   | Oči boje zemlje     | 39        | 8         | 637       | 0         | 8         | 8         |
| 10 | Lensy                    | Hvala ti            | 11        | 2         | 2 029     | 0         | 2         | 12        |
| 11 | Milan Nikolić feat. Caka | Storia del amor     | 0         | 0         | 688       | 0         | 0         | 16        |
| 12 | Harem Girls              | Aladin              | 29        | 7         | 15 871    | 10        | 17        | 2         |
| 13 | Tam                      | Durum durum         | 21        | 6         | 7 883     | 5         | 11        | 6         |
| 14 | Filarri                  | Meet and Greet      | 8         | 0         | 2 402     | 1         | 1         | 13        |
| 15 | Iskaz                    | Trendseter          | 11        | 0         | 3 278     | 2         | 2         | 11        |
| 16 | Kruz Roudi               | Sve i odmah         | 8         | 0         | 1 488     | 0         | 0         | 15        |